# Giuseppe Maria Orlandini
Giuseppe Maria Orlandini (4. April 1676 in Florenz – 24. Oktober 1760 ebenda) war ein italienischer Opernkomponist. Er wirkte vorwiegend in Florenz und Bologna.

## Leben
Orlandinis erstes Werk, das Oratorium Il martirio di S Sebastiano, wurde 1694 in Florenz aufgeführt. Spätestens 1711 nannte er sich Kapellmeister des Prinzen und späteren Großherzogs der Toskana Gian Gastone de’ Medici. Offiziell bestätigt wurde diese Position allerdings erst im April 1732. Am 5. April dieses Jahres übernahm er außerdem die Kapellmeisterstelle der Kathedrale in Florenz. Ab 1719 wurde er Mitglied der Accademia Filarmonica von Bologna, wo er zwischen 1717 und 1731 vorwiegend lebte. Dort heiratete er die Sängerin Maria Maddalena Buonavia. Anschließend wirkte er hauptsächlich in Florenz, wie aus den Uraufführungsdaten seiner danach komponierten ernsten Opern hervorgeht. Am Teatro della Pergola wirkte er in den Saisons von 1722 und 1751 als Impresario und in den 1730er Jahren als Residenz-Komponist. Von 1734 bis 1757 arbeitete er außerdem als Kapellmeister in S. Michele Berteldi.
Orlandinis Tätigkeit als Lehrer ist noch nicht vollständig erforscht. Zu seinen Schülern zählte Domenico Zipoli.

## Wirkung
Orlandini genoss zu seiner Zeit vor allem als Opernkomponist großes Ansehen. Padre Martini bezeichnete ihn als „molto celebre nel comporre la musica drammatica“. Spätestens gegen 1720 muss sein Ruhm bis nach Venedig vorgedrungen sein, da Benedetto Marcello seinen Namen auf dem Titelblatt seiner Satire Il teatro alla moda als „Orlando“ persiflierte. Sowohl seine ernsten Opern als auch seine komischen Intermezzi waren äußerst beliebt. Letztere sind an Bedeutung mit denen Giovanni Battista Pergolesis zu vergleichen. Sein Bacocco e Serpilla von 1715 ist wohl das im 18. Jahrhundert am häufigsten gespielte musikalische Bühnenwerk überhaupt. Bei den Aufführungen trug es unterschiedliche Titel und wurde vielfach bearbeitet und mit Musik anderer Komponisten ergänzt. Aber auch mit Oratorien war Orlandini erfolgreich. Hier ist vor allem La Costanza trionfante nel martirio di S. Lucia (Florenz 1705) zu erwähnen.

## Werke
Nur von wenigen seiner Werke ist die Musik erhalten. Dazu zählen die Opern Bacocco e Serpilla (1715), Arsace (1721, Bearbeitung von Amore e maestà von 1715), Antigona (1718), Nerone (1721), Berenice (1725), Massimiano (1731) und Le nozze di Perseo e Andromeda (1738).
Bereits in seiner frühen Oper Antigona zeigt sich Orlandinis moderner Stil. Sie verwendet eine leichte Orchesterbegleitung, die häufig durch „Trommelbässe“ gestützt wird. Es gibt langsame schlichte Harmoniefolgen, regelmäßige Phrasierungen nach jeweils zwei Takten sowie häufig umgekehrte Rhythmen. Das Intermezzo Bacocco e Serpilla zeichnet sich bereits durch die für die späteren Werke dieser Gattung typischen Merkmale wie kurze schlichte Arien mit syllabischer Textverteilung, große Intervallsprünge, Tonwiederholungen, lebhafte Rhythmen, statische Harmonien und nur angedeutete Begleitsätze aus. Orlandini hatte ein gutes Gespür für die Instrumentierung. So konzertieren in der Arie des Clodimiro „La tua fortuna o bella“ seiner Oper Adelaide zwei Oboen und ein Fagott mit dem Streichorchester. In derselben Oper sind außerdem die Behandlung der Trompeten, ein konzertierendes Fagott sowie die Streicherführung in der Szene der Adelaide im zweiten Akt erwähnenswert.

### Opern
- La costanza fra gl’inganni; Libretto: Apostolo Zeno.
- Artaserse, dramma per musica; Libretto: Apostolo Zeno und Pietro Pariati; 1706, Livorno, Teatro San Sebastiano; Februar (?) 1707 im Teatro Cocomero in Florenz; am 2. Juli 1708 im Teatro San Bartolomeo in Neapel mit zusätzlicher Musik von Francesco Mancini; Karneval 1710 im Teatro Sant’Agostino in Genua.[Digitalisat 1]
- Catulla e Lardone; Libretto: Pietro Pariati; 27. Dezember 1707, Venedig, Teatro San Cassiano; Wiederaufnahmen 1708 und 1709[Digitalisat 2]
- L’amor generoso, dramma per musica (zusammen mit Rocco Ceruti); Libretto: Apostolo Zeno; Herbst 1708, Florenz, Teatro del Cocomero.[Digitalisat 3]
- L’odio e l’amore, dramma per musica; Libretto: Matteo Noris und Cesare Buonazzoli; 1709, Genua, Teatro Sant’Agostino; im Herbst 1721 im King’s Theatre am Haymarket in London, Libretto bearbeitet von Paolo Antonio Rolli
- La fede tradita e vendicata, dramma per musica; Libretto: Francesco Silvani; Herbst 1709, Genua, Teatro Sant’Agostino; 15. August 1712 im Teatro Marsigli-Rossi in Bologna mit zusätzlicher Music von Francesco Gasparini; Wintermesse 1726 in Braunschweig; um 1730 in Saltzthal; Winter 1730 in Braunschweig als Rodoaldo, re di Norvegia; 27. September 1730 in der Oper am Gänsemarkt in Hamburg als Ernelinda mit Rezitativen von Georg Philipp Telemann (TWV 22,9)[Digitalisat 4][Digitalisat 5]
- Ataulfo re de’Goti, ovvero La forza della virtù, dramma; Libretto: Anonym nach Domenico David; Karneval 1712, Rom, Teatro Capranica.[Digitalisat 6]
- Madama Dulcinea e il cuoco del marchese del Bosco, intermezzi comici musicali; Libretto: Marchese Trotti; Karneval 1712, Rom, Teatro Capranica (zusammen mit Ataulfo re de’Goti); viele weitere Aufführung in italienischen Städten; am 10. Februar 1746 als La preziosa ridicola in der Oper am Gänsemarkt in Hamburg; 1751 als La preziosa ridicola in Potsdam.[Digitalisat 7][Digitalisat 8]
- L’innocenza difesa; Libretto: Francesco Silvani; Frühling 1712, Ferrara, Teatro Bonacossi; mehrere weitere Aufführungen in italienischen Städten, auch als La Giuditta di Baviera, L’innocenza giustificata oder Carlo, re d’Alemagna[Digitalisat 9][Digitalisat 10]
- Teuzzone, dramma per musica (Pasticcio); Libretto: Apostolo Zeno; 25. Mai 1712, Ferrara, Teatro Bonacossi; bereits am 3. Januar 1712 als La costanza fra gl’inganni in Florenz; im Herbst 1712 im Sant’Agostino in Genua.[Digitalisat 11][Digitalisat 12]
- L’amor tirannico, dramma per musica; Libretto: Domenico Lalli; 19. Januar 1713, Rom, Teatro Capranica; am 20. Oktober 1720 im Teatro Formagliari in Bologna als Il Farasmane; am 10. Januar 1722 in Pesaro mit zusätzlicher Musik von Agostino Tinazzoli[Digitalisat 13]
- Nerone fatto Cesare, dramma per musica (Arien in einem Pasticcio mit Musik vieler Komponisten); Libretto: Matteo Noris; ca. 19. Februar 1715, Venedig, Teatro Sant’Angelo; Karneval 1716 im Teatro dell’Accademia degli Erranti in Brescia.[Digitalisat 14]
- Lisetta e Delfo, intermezzi per musica; Libretto: Domenico Lalli (?); 19. Januar 1713, Rom, Teatro Capranica (mit L’amor tirannico); mehrere weitere Aufführungen in italienischen Städten.[Digitalisat 15]
- Bacocco e Serpilla, intermezzi comici-musicali; Libretto: Antonio Salvi; 5/1715, Verona; viele weitere Aufführungen in italienischen Städten, auch als Serpilla e Bacocco oder Il marito giocatore e la moglie bacchettona; 1730 in Prag; am 26. November 1736 in der Oper am Gänsemarkt in Hamburg als Das einander werthe Ehe-Paar oder Bacocco und Serpilla; am 1. Januar 1737 im King’s Theatre am Haymarket in London als The Gamester; 1744 in Prag; am 22. August 1752 überarbeitet in der Pariser Oper als Il giocatore und um 1752 als Les ariettes du Joueur (einem Signore Doletti zugeschrieben) u. v. m.[Digitalisat 16][Digitalisat 17]
- Amore e maestà, tragedia per musica; Libretto: Antonio Salvi; 30. Juni 1715, Florenz, Teatro del Cocomero; weitere Aufführungen in italienischen Städten; am 1. Februar 1721 im King’s Theatre am Haymarket in London als Arsace, Libretto bearbeitet von Paolo Antonio Rolli; am 18. Mai 1722 in der Oper am Gänsemarkt in Hamburg als Der ehrsüchtige Arsaces in einer Übersetzung von Johann Mattheson mit Arien von Filippo Amadei.[Digitalisat 18][Digitalisat 19]
- La pastorella al soglio, dramma per musica; Libretto: Giulio Cesare Corradi; Januar 1717, Mantua.
- Griselda, dramma per musica; Libretto: Apostolo Zeno; Karneval 1716, Brescia, Teatro dell’Accademia degli Erranti; 1717 in Mantua; weitere Aufführungen in italienischen Städten, auch als La virtù al cimento oder La costanza trionfante; am 29. August 1728 im La Monnaie in Brüssel.[Digitalisat 20]
- Merope, dramma per musica; Libretto: Apostolo Zeno; 24. Oktober 1717, Bologna, Teatro Formagliari; 1719 in Recenati[Digitalisat 21]
- Lucio Papirio, dramma per musica (zweifelhaft, möglicherweise von Francesco Gasparini), Arien und Buffo-Szenen von Francesco Feo; Libretto: Antonio Salvi; 11. Dezember 1717, Neapel, Teatro San Bartolomeo; Sommer 1718 im Teatro Formagliari in Bologna; Karneval 1721 in Pesaro mit zusätzlicher Musik von Agostino Tinazzoli.[Digitalisat 22]
- Antigona, tragedia da cantarsi; Libretto: Benedetto Pasqualigo; 13. Februar 1718, Venedig, Teatro San Cassiano; weitere Aufführungen in italienischen Städten, auch als La fedeltà coronata; Sommer 1724 in Braunschweig; am 1. Oktober 1728 in Breslau als Antigona vendicata[Digitalisat 23][Digitalisat 24]
- Le amazzoni vinte da Ercole, dramma per musica; Libretto: Antonio Salvi; 30. April 1718, Reggio nell’Emilia, Teatro del Pubblico.[Digitalisat 25]
- Ifigenia in Tauride, tragedia da cantarsi; Libretto: Benedetto Pasqualigo; 21. Januar 1719, Venedig, Teatro San Giovanni Crisostomo[Digitalisat 26]
- Il carceriero di se stesso, dramma per musica; Libretto: Antonio Salvi; Karneval 1720, Turin, Teatro Carignano.[Digitalisat 27]
- Paride, dramma per musica; Libretto: Francesco Muazzo; 13. Januar 1720, Venedig, Teatro San Giovanni Grisostomo.[Digitalisat 28]
- Melinda e Tiburzio, intermezzo; 27. Dezember 1720, Venedig; weitere Aufführungen in italienischen Städten, auch als La donna nobile[Digitalisat 29]
- Nerone, tragedia per musica; Libretto: Agostino Piovene; 11. Februar 1721, Venedig, Teatro San Giovanni Grisostomo; am 17. November 1723 in Hamburg (deutsche Rezitative von Johann Mattheson)[Digitalisat 30][Digitalisat 31][Digitalisat 32]
- L’artigiano gentiluomo, intermezzo; Libretto: Antonio Salvi; 1722, Florenz; Karneval 1723 im Teatro Regio Ducale in Mailand; das Libretto wurde auch von Johann Adolph Hasse vertont als Il bottegaro gentiluomo oder Larinda e Vanesio[Digitalisat 33]
- Nino, dramma per musica; Libretto: Ippolito Zanelli; 7. Januar 1722, Rom, Teatro Capranica; weitere Aufführungen in italienischen Städten, auch als Semiramide[Digitalisat 34]
- Ormisda, dramma per musica; Libretto: Apostolo Zeno; 16. Mai 1722, Bologna, Teatro Malvezzi; Karneval 1723 im Teatro Regio in Turin als Artenice mit zusätzlicher Musik von Giovanni Antonio Giay und anderen.[Digitalisat 35]
- Alessandro Severo, dramma per musica; Libretto: Apostolo Zeno; Karneval 1723, Mailand, Regio Ducal Teatro.[Digitalisat 36]
- L’Oronta, dramma per musica; Libretto: Claudio Nicola Stampa; Karneval 1724, Mailand, Regio Ducal Teatro.[Digitalisat 37]
- Amor ringiovenito tra Canoppo e Lisetta, intermezzo in musica; Herbst 1724, Venedig, Teatro San Samuele.
- Il malato immaginario, intermezzo; Libretto: Antonio Salvi nach Molieres Der eingebildete Kranke; 1/1725, Florenz, Teatro della Pergola; Wiederaufnahme am 26.(?) Dezember 1731
- Un vecchio innamorato, intermezzo; Libretto: Damiano Marchi; Karneval 1725, Florenz, Teatro della Pergola.
- Berenice, dramma da cantarsi; Libretto: Benedetto Pasqualigo nach Jean Racine; 20. Januar 1725, Venedig, Teatro San Giovanni Grisostomo; verarbeitet in Händels Pasticcio L’Elpidia, ovvero Li rivali generosi[Digitalisat 38]
- Monsieur de Porsugnacco; intermezzi per musica; Libretto: Anonym nach Molières Monsieur de Pourceaugnac; 21. Mai 1727, Venedig, Teatro San Samuele; weitere Aufführungen in italienischen Städten; 1732 in Prag; im Januar 1737 im King’s Theatre am Haymarket in London als Pourceaugnac and Grilletta; am 28. Juli 1745 in der Oper am Gänsemarkt in Hamburg.[Digitalisat 39][Digitalisat 40]
- Berenice (= Farnace) dramma per musica; Libretto: Antonio Maria Lucchini; 17. Januar 1728, Mailand, Regio Ducal Teatro.[Digitalisat 41]
- L’impresario dell’isole Canarie, intermezzo; Libretto: Pietro Metastasio; 1729, Venedig ?, Teatro San Cassiano; Karneval 1741 in Bergamo; am 14. Januar 1742 in Gorizia; um 1750 im Kongelige Teater in Kopenhagen.[Digitalisat 42]
- Adelaide, dramma per musica; Libretto: Antonio Salvi; 8. Februar 1729, Venedig, Teatro San Cassiano; Karneval 1731 in Mantua.[Digitalisat 43]
- La fida Ninfa; Libretto: Scipione Maffei; zur Wiedereröffnung des Teatro Filarmonico in Verona geplant, aber nicht realisiert; das Libretto vertonte Vivaldi zwei Jahre später.[5]
- Il fratricida innocente, dramma per musica; Libretto: Apostolo Zeno; 26. Dezember 1730, Florenz, Teatro del Cocomero.
- Massimiano, dramma per musica; Libretto: Giovanni Boldini nach Apostolo Zeno und Pietro Pariatii; um den 6. Januar 1731, Venedig, Teatro San Giovanni Grisostomo.[Digitalisat 44]
- Grullo e Moschetta, intermezzo; 27. Dezember 1731, Venedig, Teatro Sant’Angelo; 1740 in Lucca; 1737 im King’s Theatre am Haymarket in London; Karneval 1749 in Brescia.[Digitalisat 45]
- Ifigenia in Aulide, dramma per musica; Libretto: Apostolo Zeno; 4. Februar 1732, Florenz, Teatro della Pergola.[Digitalisat 46]
- Il marito geloso, intermezzo; 1734, Sankt Petersburg; am 26. Dezember 1741 im Teatro Sant’Angelo in Venedig.[Digitalisat 47]
- Temistocle, dramma per musica; Libretto: Pietro Metastasio; 3. Februar 1737, Florenz, Teatro della Pergola.
- L’olimpiade, dramma per musica; Libretto: Pietro Metastasio; Sommer 1737, Florenz, Teatro della Pergola
- Le nozze di Perseo e d’Andromeda, azione drammatica; Libretto: Antonio Marchi; 9. April 1738, Florenz, Teatro della Pergola.[Digitalisat 48]
- Balbo e Dalisa, intermezzo, zweifelhaft; Libretto: Antonio Salvi; 23. Januar 1740, Rom, Teatro Capranica.
- La Fiammetta, commedia per musica; 29. September 1743, Florenz, Teatro del Cocomero; am 15. Januar 1744 im Teatro San Moisè in Venedig; im Herbst 1744 im Teatro San Sebastiano in Livorno; im November 1747 in Parma.[Digitalisat 49]
- Lo scialacquatore, commedia per musica; Libretto: Alessandro Borghesi; 14. September 1744, Florenz, Teatro del Cocomero; am 4. Oktober 1745 im Teatro San Cassiano in Venedig mit zusätzlicher Musik anderer Komponisten.[Digitalisat 50]

Vermutlich von Orlandini überarbeitet
- Arianna e Teseo, dramma per musica; Libretto: Pietro Pariati; Karneval 1739, Florenz, Teatro della Pergola.
- Venceslao, dramma per musica; Libretto: Apostolo Zeno; 27. Dezember 1741, Florenz, Teatro della Pergola.
- Vologeso re de’ Parti, dramma per musica; Libretto: nach Apostolo Zeno; Januar 1742, Florenz, Teatro della Pergola.

### Oratorien und geistliche Kantaten
- Il martirio di S. Sebastiano; Libretto: A. Ghirizzani; 1694, Florenz.
- I fanciulli babilonesi, 1696, Florenz.
- La costanza trionfante nel martirio di S Lucia; Libretto: B. Colzi; 1705, Florenz.
- Sara in Egitto (zusammen mit anderen Komponisten); Libretto: D. Cavanese; 1708, Florenz.
- Il figliuol prodigo; Libretto: B. Pamphili; 1709, Siena.
- Gli amori infelici di Ammone; Libretto: Berzini; 1711, Florenz.
- L’Assalone ovvero l’infedeltà punita; 1713, Florenz.
- Dal trionfo le perdite ovvero Jefte che sagrifica la sua figlia (zusammen mit anderen Komponisten); Libretto: Cavanese; 1716, Florenz.
- Componimento per musica da cantarsi la notte del SSmo Natale; Libretto: G.B. Pontici; 1721, Rom.
- L’Ester; Libretto: G. Melani; 1723, Bologna.
- Giuditta; 1726, Castel S Pietro.
- Jaele; Libretto: D. Marchi; 1735, Florenz.
- Assuero, 1738, Florenz.
- Davidde trionfante; Libretto: G.M. Medici; 1738, Florenz.
- Il Gioas re di Giuda; Libretto: Pietro Metastasio; 1744, Florenz.
- Giuseppe riconosciuto; Libretto: Pietro Metastasio; 1745, Florenz.
- Tobia; Libretto: Zeno; 1749, Florenz.
- Componimento da cantarsi nel venerabile monastero di S. Apollonia in Firenze; Libretto: F. Casorri; 1750, Florenz.
- Isacco figura del redentore; Libretto: Pietro Metastasio; 1752, Florenz.
- La deposizione dalla croce di Gesù Cristo Signor Nostro; Libretto: Giovanni Claudio Pasquini; 1760, Florenz.

### Sonstige Werke
- Eine geistliche Canzone in La Ricreazione spirituale nella musica delle sagre canzoni, Bologna 1730, Sassi.
- Grazie agl’inganni tuoi, Canzonzetta.
- Donne se avete in sen pietate, Canzonzetta.
- Vedo ben mia bella Dori, Canzonzetta.
- Zahlreiche Arien, Kantaten und Duette.
- 22 Triosonaten.
- Eine Sinfonia für Cembalo.

## Digitalisate
1. ↑  Artaserse. Libretto (italienisch), Neapel 1708. Digitalisat im Corago-Informationssystem der Universität Bologna.
2. ↑  Catulla e Lardone. Libretto (italienisch), Venedig 1708. Digitalisat im Museo internazionale e biblioteca della musica di Bologna.
3. ↑  L’amor generoso. Libretto (italienisch), Florenz 1708. Digitalisat im Museo internazionale e biblioteca della musica di Bologna.
4. ↑  Ernelinda. Libretto (italienisch), Bologna 1712. Digitalisat im Museo internazionale e biblioteca della musica di Bologna.
5. ↑  Ernelinda. Libretto (deutsch/italienisch), Hamburg 1730. Digitalisat der Staatsbibliothek zu Berlin.
6. ↑  Ataulfo re de’Goti. Libretto (italienisch), Rom 1712. Digitalisat im Internet Archive.
7. ↑  Madama Dulcinea e il cuoco del marchese del Bosco. Libretto (italienisch), Rom 1712. Digitalisat im Internet Archive.
8. ↑  Die Lächerlich-Prächtige. Libretto (italienisch/deutsch), Berlin 1751. Digitalisat der Staatsbibliothek zu Berlin.
9. ↑  Carlo, re d’Alemagna. Libretto (italienisch), Bologna 1713. Digitalisat im Museo internazionale e biblioteca della musica di Bologna.
10. ↑  La Giuditta di Baviera. Libretto (italienisch), Forlì 1713. Digitalisat im Corago-Informationssystem der Universität Bologna.
11. ↑  Teuzzone. Libretto (italienisch), Ferrara 1712. Digitalisat im Museo internazionale e biblioteca della musica di Bologna.
12. ↑  La costanza fra gl’inganni. Libretto (italienisch), Florenz 1711. Digitalisat im Museo internazionale e biblioteca della musica di Bologna.
13. ↑  L’amor tirannico. Libretto (italienisch), Rom 1713. Digitalisat bei Google Books.
14. ↑  Nerone fatto Cesare. Libretto (italienisch), Venedig 1715. Digitalisat im Museo internazionale e biblioteca della musica di Bologna.
15. ↑  Lisetta e Delfo. Libretto (italienisch), Florenz 1715. Digitalisat im Museo internazionale e biblioteca della musica di Bologna.
16. ↑  Il marito giocatore e la moglie bacchettona. Libretto (italienisch), Modena 1719. Digitalisat im Corago-Informationssystem der Universität Bologna.
17. ↑  Il marito ciocatore e la moglie bacchettona. Libretto (italienisch/deutsch), Prag 1744. Digitalisat der Niedersächsischen Staats- und Universitätsbibliothek Göttingen.
18. ↑  Amore e maestà. Libretto (italienisch), Florenz 1715. Digitalisat im Museo internazionale e biblioteca della musica di Bologna.
19. ↑  Der ehrsüchtige Arsaces. Libretto (deutsch/italienisch), Hamburg 1722. Digitalisat der Staatsbibliothek zu Berlin.
20. ↑  Griselda. Libretto (italienisch), Macerata 1720. Digitalisat im Museo internazionale e biblioteca della musica di Bologna.
21. ↑  Merope. Libretto (italienisch), Bologna 1717. Digitalisat im Museo internazionale e biblioteca della musica di Bologna.
22. ↑  Lucio Papirio. Libretto (italienisch), Bologna 1718. Digitalisat der Biblioteca Nazionale Braidense.
23. ↑  Antigona. Libretto (italienisch), Venedig 1718. Digitalisat im Museo internazionale e biblioteca della musica di Bologna.
24. ↑  Antigona. Libretto (italienisch/deutsch), Wolfenbüttel 1732. Digitalisat des Münchener Digitalisierungszentrums.
25. ↑  Le amazzoni vinte da Ercole. Libretto (italienisch), Reggio nell’Emilia 1718. Digitalisat im Internet Archive.
26. ↑  Ifigenia in Tauride. Libretto (italienisch), Venedig 1719. Digitalisat im Internet Archive.
27. ↑  Il carceriero di se stesso. Libretto (italienisch), Turin 1720. Digitalisat bei Google Books.
28. ↑  Paride. Libretto (italienisch), Venedig 1720. Digitalisat des Münchener Digitalisierungszentrums.
29. ↑  Venedig 1721 Melinda e Tiburzio. Libretto (italienisch), Venedig 1721. Digitalisat bei Google Books.
30. ↑  Nerone. Libretto (italienisch), Venedig 1721. Digitalisat im Museo internazionale e biblioteca della musica di Bologna.
31. ↑  Nerone. Libretto (deutsch mit italienischen Arien), Hamburg 1723. Digitalisat im Museo internazionale e biblioteca della musica di Bologna.
32. ↑  Nerone. Partitur. Digitalisat beim International Music Score Library Project.
33. ↑  Il bottegaro gentiluomo. Libretto (italienisch), Venedig 1739, Vertonung von Johann Adolf Hasse. Digitalisat der Biblioteca Nazionale Braidense.
34. ↑  Nino. Libretto (italienisch), Rom 1722. Digitalisat im Museo internazionale e biblioteca della musica di Bologna.
35. ↑  Ormisda. Libretto (italienisch), Bologna 1722. Digitalisat bei Google Books.
36. ↑  Alessandro Severo. Libretto (italienisch), Mailand 1723. Digitalisat bei Google Books.
37. ↑  L’Oronta. Libretto (italienisch), Mailand 1724. Digitalisat im Museo internazionale e biblioteca della musica di Bologna.
38. ↑  Berenice. Libretto (italienisch), Venedig 1725. Digitalisat im Museo internazionale e biblioteca della musica di Bologna.
39. ↑  Monsieur de Porsugnacco. Libretto (italienisch), Venedig 1727. Digitalisat der Biblioteca Nazionale Braidense.
40. ↑  Monsieur de Porsugnacco. Libretto (italienisch/deutsch), Hamburg 1745. Digitalisat des Münchener Digitalisierungszentrums.
41. ↑  Mailand 1728 Berenice. Libretto (italienisch), Mailand 1728. Digitalisat bei Google Books.
42. ↑  L’impresario dell’isole Canarie. Libretto (italienisch), Bergamo 1741. Digitalisat der Biblioteca Nazionale Braidense.
43. ↑  Adelaide. Libretto (italienisch), Venedig 1729. Digitalisat im Museo internazionale e biblioteca della musica di Bologna.
44. ↑  Massimiano. Libretto (italienisch), Venedig 1731. Digitalisat im Museo internazionale e biblioteca della musica di Bologna.
45. ↑  Grullo e Moschetta. Libretto (italienisch), Venedig 1732. Digitalisat im Museo internazionale e biblioteca della musica di Bologna.
46. ↑  Ifigenia in Aulide. Libretto (italienisch), Florenz 1732. Digitalisat im Museo internazionale e biblioteca della musica di Bologna.
47. ↑  Il marito geloso. Libretto (italienisch), Venedig 1742. Digitalisat der Biblioteca Nazionale Braidense.
48. ↑  Le nozze di Perseo e d’Andromeda. Libretto (italienisch), Florenz 1738. Digitalisat im Internet Archive.
49. ↑  La Fiammetta. Libretto (italienisch), Florenz 1743. Digitalisat der Biblioteca Nazionale Braidense.
50. ↑  Lo scialacquatore. Libretto (italienisch), Florenz 1744. Digitalisat im Museo internazionale e biblioteca della musica di Bologna.